# Overland Airways
Overland Airways — авиакомпания Нигерии со штаб-квартирой в городе Икеджа (Лагос), работающая в сфере регулярных и чартерных пассажирских перевозок по аэропортам внутри страны.
Портом приписки авиакомпании является международный аэропорт имени Мурталы Мохаммеда, в качестве главного транзитного узла (хаба) перевозчика выступает международный аэропорт имени Ннамди Азикиве в Абудже.

## История
Overland Airways была основана 26 ноября 2003 года.
В марте 2007 года штат авиакомпании насчитывал 120 сотрудников.
В 2007 году Overland Airways прошла процедуру перерегистрации в Управлении гражданской авиации Нигерии (NCAA), удовлетворив тем самым требования государственного органа о необходимости рекапитализации и повторной регистрации всех нигерийских авиакомпаний до 30 апреля 2007 года.

## Маршрутная сеть
В январе 2010 года маршрутная сеть регулярных перевозок авиакомпании Overland Airways включала в себя следующие пункты назначения:
- Абуджа — международный аэропорт имени Ннамди Азикиве
- Асаба — международный аэропорт Асаба
- Ибадан — аэропорт Ибадан
- Илорин — международный аэропорт Илорин
- Лагос — международный аэропорт имени Мурталы Мохаммеда

## Флот
По состоянию на 30 декабря 2008 года воздушный флот авиакомпании Overland Airways составляли следующие самолёты:
- 2 ATR 42-320
- 3 Raytheon Beech 1900D
- 1 Saab 340A